# Melbourne Cup
Groupe 1
La Melbourne Cup,, est une course hippique de plat qui se déroule le premier mardi de novembre à Melbourne. C'est la principale compétition hippique d'Australie. La première édition s'est tenue en 1861.

## Historique

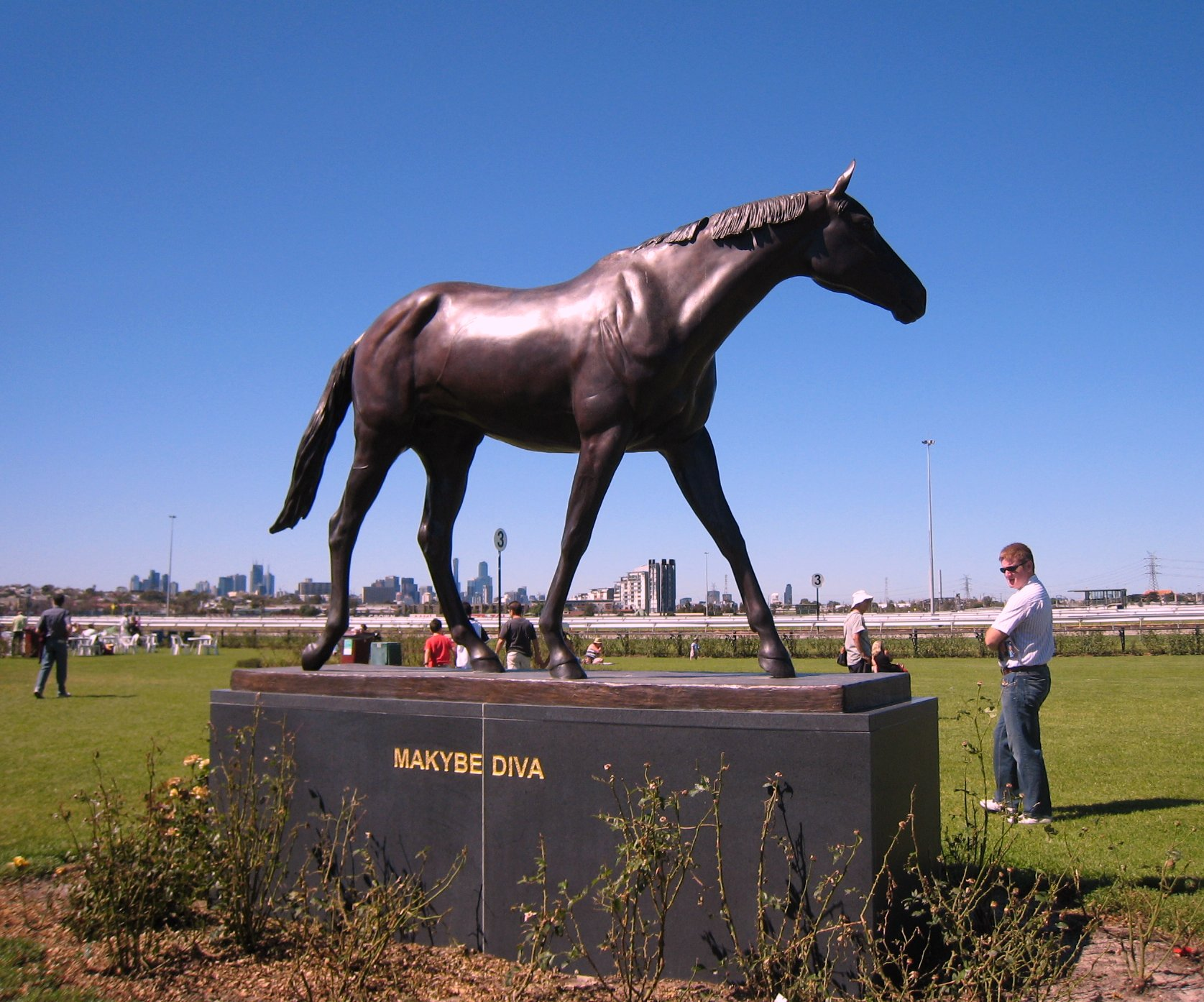
Statue de Makybe Diva, triple lauréate de l'épreuve, à l'entrée de l'hippodrome de Flemington

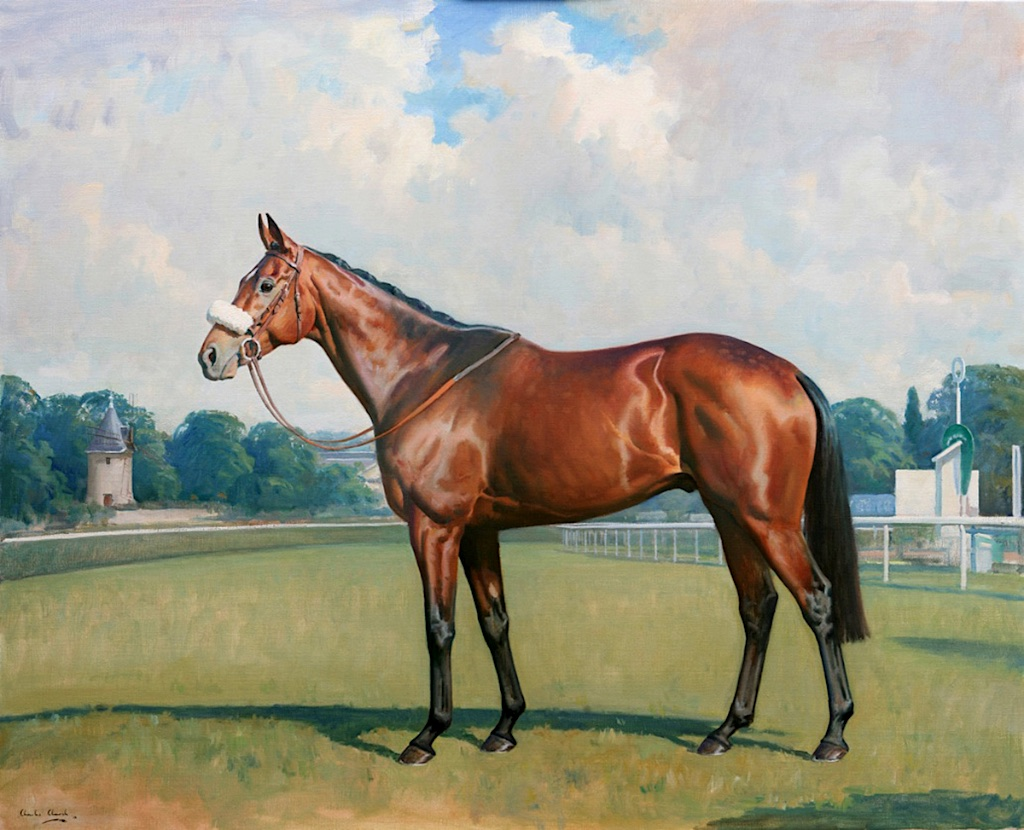
Dunaden, vainqueur en 2011 (peinture de Charles Church)

Disputée sur l'hippodrome de Flemington à Melbourne, il s'agit d'une course à handicap de groupe 1 pour 3 ans et plus, longue de 3 200 mètres, courue sur le gazon, corde à gauche. Elle est dotée de 7 300 000 AU$.
La Melbourne Cup est un événement sportif important en Australie, elle rassemble entre 100 et 120 000 personnes sur l'hippodrome. Traditionnellement, de nombreuses entreprises arrêtent le travail pour suivre la course à la télévision. Les rues sont vides pendant la course. Le jour de la Melbourne Cup est férié pour la métropole de Melbourne, ainsi que pour le Territoire de la capitale australienne depuis 2007 (officiellement, sous le nom de « Family and Community Day »).
Jusqu'à la victoire historique de l'Irlandais Vintage Crop en 1993, peu de concurrents venus d'ailleurs que d'Océanie ont tenté leur chance dans cette épreuve. Mais depuis les années 2000 les Européens sont de plus en plus nombreux, et plusieurs d'entre eux, qu'ils soient entraînés en Europe ou importés depuis l'Europe, figurent au palmarès.
Si quatre chevaux sont parvenus à réaliser le doublé en 150 ans, la jument Makybe Diva est la seule à s'être imposée trois fois, exploit qui lui valut une immense popularité en Australie. Le record de la course est détenu par Kingston Rule, vainqueur en 1990 avec un temps de 3'16"30. L'entraîneur Bart Cummings est le recordman des victoires avec douze succès entre 1965 et 2008.

## Palmarès depuis 1992
| Année | Vainqueur          | S/A | Pays             | Père               | Jockey             | Entraîneur                   | Propriétaire                       | Temps   |
| ----- | ------------------ | --- | ---------------- | ------------------ | ------------------ | ---------------------------- | ---------------------------------- | ------- |
| 2024  | Knight's Choice    | H.5 | Australie        | Extreme Choice     | Robbie Dolan       | John Symons & Sheila Laxon   | C. Bain, K.J. Waldron & R. Waldron | 3'19"53 |
| 2023  | Without A Fight    | H.6 | Royaume-Uni      | Teofilo            | Mark Zahra         | Antony & Sam Freedman        | Cheikh Mohammed Obaid Al Maktoum   | 3'18"37 |
| 2022  | Gold Trip          | M.5 | France           | Outstrip           | Mark Zahra         | Ciaron Maher & David Eustace | Australian Bloodstock              | 3'24"04 |
| 2021  | Verry Elleegant    | F.6 | Australie        | Zed                | James McDonald     | Chris Waller                 | Jomara Bloodstock Ltd & al.        | 3'17"43 |
| 2020  | Twilight Payment   | H.8 | Irlande          | Teofilo            | Jye McNeil         | Joseph O'Brien               | Lloyd Williams                     | 3'17"34 |
| 2019  | Vow And Declare    | H.4 | Australie        | Declaration of War | Craig Williams     | Danny O'Brien                | G. Corrigan & al.                  | 3'24"76 |
| 2018  | Cross Counter      | H.3 | Royaume-Uni      | Teofilo            | Kerrin McEvoy      | Charlie Appleby              | Godolphin                          | 3'21"17 |
| 2017  | Rekindling         | M.3 | Irlande          | High Chaparral     | Corey Brown        | Joseph O'Brien               | Lloyd Williams et al.              | 3'21"29 |
| 2016  | Almandin           | H.7 | Allemagne        | Monsun             | Kerrin McEvoy      | Robert Hickmott              | Lloyd Williams et al.              | 3'20"58 |
| 2015  | Prince of Penzance | H.6 | Australie        | Pentire            | Michelle Payne     | Darren Weir                  | Men In Hats Synd & Co              | 3'23"15 |
| 2014  | Protectionist      | M.4 | Allemagne        | Monsun             | Ryan Moore         | Andreas Wöhler               | C. Berglar                         | 3'17"71 |
| 2013  | Fiorente           | M.5 | Royaume-Uni      | Monsun             | Damien Oliver      | Gai Waterhouse               | Andrew Roberts & Co                | 3'20"30 |
| 2012  | Green Moon         | M.5 | Royaume-Uni      | Montjeu            | Brett Prebble      | Robert Hickmott              | Lloyd Williams et al.              | 3'20"45 |
| 2011  | Dunaden            | M.5 | France           | Nicobar            | Christophe Lemaire | Mikel Delzangles             | Pearl Bloodstock Ltd               | 3'20"84 |
| 2010  | Américain          | M.6 | France           | Dynaformer         | Gérald Mossé       | Alain de Royer-Dupré         | Gerry Ryan et al.                  | 3'26"87 |
| 2009  | Shocking           | M.4 | Australie        | Street Cry         | Corey Brown        | Mark Kavanagh                | Eales Racing Pty Ltd               | 3'23"87 |
| 2008  | Viewed             | M.6 | Australie        | Scenic             | Blake Shinn        | Bart Cummings                | Tan Chin Nam, et al.               | 3'20"40 |
| 2007  | Efficient          | H.4 | Australie        | Zabeel             | Michael Rodd       | Graeme Rogerson              | Lloyd Williams et al.              | 3'23"34 |
| 2006  | Delta Blues        | M.5 | Japon            | Dance in the Dark  | Yasunari Iwata     | Katsuhiko Sumii              | Sunday Racing Co Ltd               | 3'21"47 |
| 2005  | Makybe Diva        | F.6 | Australie        | Desert King        | Glen Boss          | Lee Freedman                 | Emily Krstina Syndicate            | 3'19"17 |
| 2004  | Makybe Diva        | F.5 | Australie        | Desert King        | Glen Boss          | Lee Freedman                 | Emily Krstina Syndicate            | 3'28"55 |
| 2003  | Makybe Diva        | F.4 | Australie        | Desert King        | Glen Boss          | David Hall                   | Emily Krstina Syndicate            | 3'19"90 |
| 2002  | Media Puzzle       | H.5 | Irlande          | Theatrical         | Damien Oliver      | Dermot K. Weld               | Dr M. W. Smurfit, et al.           | 3'16"97 |
| 2001  | Ethereal           | F.4 | Australie        | Rhythm             | Scott Seamer       | Sheila Laxon                 | P. J. & P. M. Vela                 | 3'21"08 |
| 2000  | Brew               | H.6 | Australie        | Sir Tristram       | Kerrin McEvoy      | Mike Moroney                 | Gurner's Bloodstock Co.            | 3'18"68 |
| 1999  | Rogan Josh         | H.7 | Australie        | Old Spice          | John Marshall      | Bart Cummings                | Mrs W. L. Green, et al.            | 3'19"64 |
| 1998  | Jezabeel           | F.6 | Nouvelle-Zélande | Zabeel             | Chris Munce        | Brian Jenkins                | A. K. Burr, et al.                 | 3'18"59 |
| 1997  | Might and Power    | H.4 | Australie        | Zabeel             | Jim Cassidy        | Jack Denham                  | Mr N. Moraitis                     | 3'18"33 |
| 1996  | Saintly            | H.4 | Australie        | Sky Chase          | Darren Beadman     | Bart Cummings                | Dato Tan Chin Nam, et al.          | 3'18"80 |
| 1995  | Doriemus           | H.5 | Australie        | Norman Pentaquad   | Damien Oliver      | Lee Freedman                 | Pacers Australia Syndicate         | 3'27"60 |
| 1994  | Jeune              | M.5 | Royaume-Uni      | Kalaglow           | Wayne Harris       | David Hayes                  | Shadwell Racing                    | 3'19"80 |
| 1993  | Vintage Crop       | H.6 | Irlande          | Rousillon          | Michael Kinane     | Dermot K. Weld               | Dr M. W. Smurfit                   | 3'23"40 |
| 1992  | Subzero            | H.4 | Australie        | Kala Dancer        | Greg Hall          | Lee Freedman                 | D H K Investments                  | 3'24"70 |